# Limonada, limonada
Limonada, limonada es una película independiente colombiana dirigida por Juan Pablo Heilbron y Nicolás Palacio. Rodada en la ciudad de Bogotá y protagonizada por Mariana Velilla, Rocío Borré, Antara Suárez, Camila Zarta, Pedro Bernal y Habib Farah, fue estrenada en julio de 2020 en la edición virtual del festival de cine independiente IndieBo en su sexta edición.

## Sinopsis
Mariana está a punto de finalizar sus estudios universitarios en una ciudad extraña. La joven no está conforme con su vida actual y duda de su futuro. A medida que pasan sus días, la cercanía con sus seres queridos empieza a ejercer una influencia positiva en Mariana.  

## Reparto
- Mariana Velilla
- Rocío Borré
- Antara Suárez
- Camila Zarta
- Pedro Bernal
- Habib Farah